# Argyresthia pruniella
Argyresthia pruniella (tên tiếng Anh: Cherry Blossom Tineid) là một loài bướm đêm thuộc họ Yponomeutidae, the Ermine moths.
Bướm bay từ đầu tháng 7 to cuối tháng 8. The moth is attracted to light.

## Host Plant
The larva lives in the shoots của Prunus cerasus.

## Hình ảnh

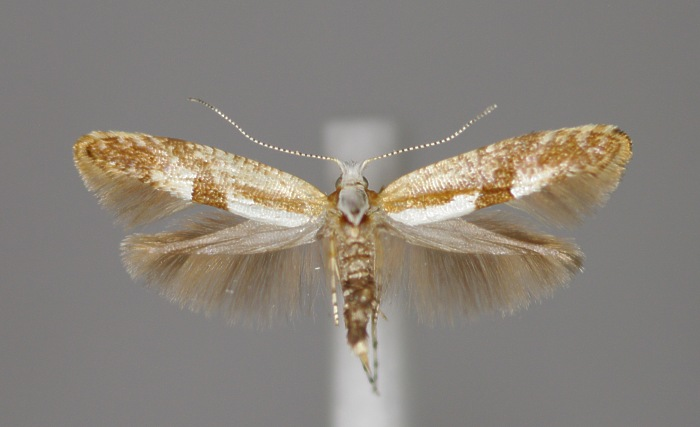
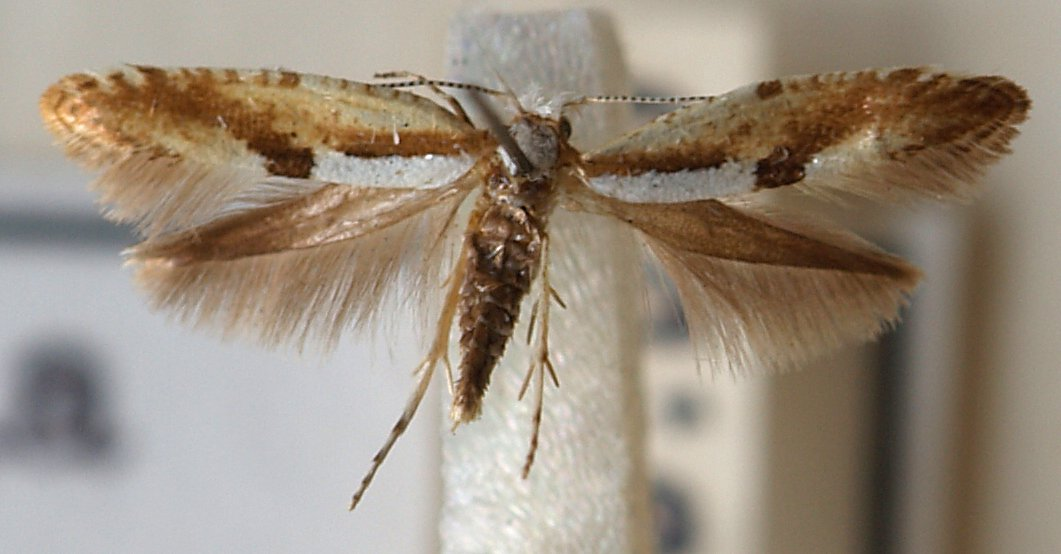
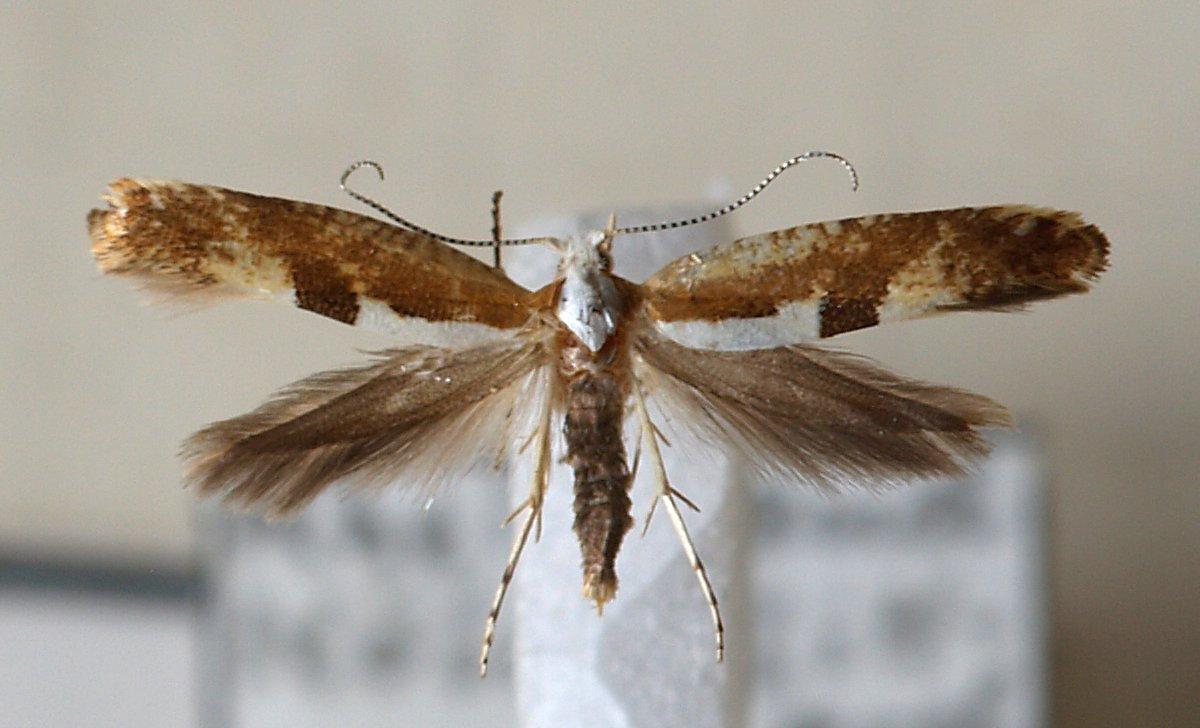